# Caraca
Caraca est une cité romaine de la province de Tarraconaise. À l'origine, il devait s'agir d'une colonie des Carpétans citée par Plutarque au centre de l'Hispanie et près de la rivière Tagonio. Elle est également mentionnée par l'Anonyme de Ravenne sur la route qui connecte Complutum à Segóbriga et Carthago Nova. Sa localisation exacte est inconnue, même si des historiens l'ont située dans les municipalités de Guadalajara, de Carabaña (Madrid) et de Driebes (Guadalajara).

## Historiographie et archéologie
Nous devons sa connaissance à une référence de Plutarque lors du siège dirigé par Sertorius contre ses habitants, les caracitanos.
Dès le XVIe siècle, la rivière Tagonio est identifiée comme étant la rivière Henares et Caraca comme la ville de Guadalajara, parce que le gentilé caracense est employé pour ses habitants. À la fin du XIXe siècle, l'athénée culturel de la ville est nommé Ateneo Caracense. Plus tard, Adolf Schulten a identifié le site avec la localité de La Alcarria dénommée Taracena. Par la suite, Caraca est liée à Carabaña, dans la Communauté de Madrid, et  la rivière Tagonio à la Tajuña.
En 1945, pendant la construction du canal d'Estremera, les fouilles archéologiques ont permis de découvrir un trésor dénommé depuis le trésor de Driebes de 13,8 kg composés de pièces d'orfèvrerie du IIIe siècle av. J.-C. qui sont exposés aujourd'hui dans le musée archéologique national de Madrid.
En 1981, Jorge Sánchez-Lafuente Pérez a prospecté dans le cerro de la Virgen de la Muela, à la limite municipale de Driebes (Guadalajara), sur la rive droite du fleuve Tage, et en conclut que, par sa situation et l'importance et l'étendue de ses ruines, il s'agissait d'un emplacement urbain du Haut-Empire, possiblement identifiable avec Caraca, en suivant l'opinion de Juan Manuel Abascal Palazón,.
À la fin de l'année 2016, une nouvelle fouille archéologique avec un radar à pénétration de sol confirme l'importance du site urbain.

## Annexe

#### Fond antique
- Plutarque (trad. du grec par Alexis Pierron), Vie des Hommes illustres : Vie de Sertorius, 1854 (lire en ligne).
- (la) Anonyme de Ravenne, Ravennatis Anonymi Cosmographia (lire en ligne).

#### Ouvrages
- (es) Emilio Gamo Pazos, Javier Femández Ortea et David Álvarez Jiménez, En ningún lugar. Caraca y la romanización de la Hispania interior, 2019.
- (en) Christoph F. Konrad, Plutarch's Sertorius : A Historical Commentary, UNC Press Books, 1994, 316 p. (ISBN 978-1-4696-1378-9).
- (es) Antonio Ortiz Heras, Historia de Guadalajara, Guadalajara, AACHE, 2006.

#### Articles
- (es) Juan Manuel Abascal Palazón, « Presencia romana en las tierras de Guadalajara », Enciclopedia de la provincia de Guadalajara, Guadalajara,‎ 1984 (lire en ligne, consulté le 30 décembre 2017).
- (es) Francisco Rafael De Uhagón, « Antigüedades romanas de la Alcarria », Boletín de la Real Academia de la Historia, t. 23,‎ 1893 (lire en ligne, consulté le 23 février 2017).
- (es) Jorge Sánchez-Lafuente Pérez, « Nuevos yacimientos romanos en la provincia de Guadalajara », Wad-al-Hayara: revista de estudios de Guadalajara,‎ 1982, p. 103-116 (lire en ligne, consulté le 22 février 2017).
- (es) José María Solana Sainz, « Sertorio y los caracitanos », Homenaje al profesor Presedo, Université de Séville,‎ 1994.
- (es) Dionisio Urbina Martínez, « La Carpetania romana y los carpetanos indígenas: Tribu, etnia, nación o el país de los escarpes », Gerión,‎ 1998, p. 183-208 (ISSN 0213-0181, lire en ligne, consulté le 30 décembre 2017).

#### Presse écrite
- (es) « Descubren Caraca, una ciudad romana en perfecto estado en Guadalajara », El Confidencial,‎ 20 février 2017 (lire en ligne, consulté le 25 février 2017).
- (es) Nacho Carreto, « ¡Otra columna romana, aquí no hay quien cultive! », El País,‎ 2017 (lire en ligne, consulté le 30 décembre 2017).
- (es) Nuria Fernández Monge, « Descubierta en Driebes una ciudad romana similar a Segóbriga », Guadalajara Diario,‎ 20 février 2017 (lire en ligne, consulté le 23 février 2017).